# 小日向しおり
小日向 しおり（こひなた しおり、1987年5月7日 - ）は、日本の元AV女優。
福岡県出身。血液型:AB型。身長:165cm。スリーサイズ:B85(C)・W59・H86。

## 略歴・人物
2007年5月にデビューしたロリ系のAV女優である。
2008年6月30日の公式ブログで、翌7月をもって引退することを発表した。
2009年5月7日より期間限定で公式ブログを再開したが、投稿は2回のみだった。

## 出演作品

### アダルトビデオ
2007年
- DAISY1 シオリ (5月23日、プレステージ)
- Tokyo流儀 39 (6月1日、プレステージ)
- REC 20 (6月13日、プレステージ)
- ウリをはじめた制服少女52 中野初ウリ少女 (6月22日、プレステージ)
- 素人フォルダ。 GIRL #006 (9月12日、プレステージ)
- あすか (9月13日、無垢)　※「あすか」名義
- LOVE SO SWEET (11月16日、宇宙企画)　※「しおり」名義
- 義母と妹 vol.4 (11月22日、プレステージ)
- あすか2 (12月1日、無垢)　※「あすか」名義
- いい女は即ピストン Secret desire 11 こんなに伸びるおツユ初めて見たよ! もうこれ以上だめ、オナニーだけって…あっ!? (12月13日、アテナ映像)…オムニバス作品

2008年
- 小日向しおり (1月1日、グラフィス)
- 「家庭教師が美少女にした事の全記録」 隠撮カメラ FILE 12 (1月3日、グローリークエスト)
- おじいちゃーん! (1月5日、アイエナジー)
- 妖精の館 しおり (1月18日、レアル・ワークス)
- ひみつのダイアリー2 (1月23日、プレステージ)
- 美少女陵辱遊戯 5 しおり (1月25日、ブリット)
- Beauty Style 32 (1月25日、YeLLOW)
- 制服H (2月1日、ワンズファクトリー)
- 女生徒 (2月1日、グラフィス)
- 幼獣 (2月7日、グローリークエスト) ※「しおり」名義
- 原宿 制服美少女 (2月19日、YeLLOW)
- トイレ痴漢9 (2月21日、ナチュラルハイ)
- セクハラ 8 派遣のくせに私に逆らうのか!?君は私の性欲処理係だ (2月29日、アテナ映像)…オムニバス作品
- 親子崩壊3 (3月20日、ナチュラルハイ)
- ラブ&セックス 女生徒と中年教師 (4月4日、ヒビノ)
- くちびる (4月5日、ワープエンタテインメント) ※「しおり」名義
- 妹犯日記 父と兄に犯された幼妹 (4月13日、マルクス兄弟)
- 恥じらい少女の濃厚接吻と強制ガニマタ性行為 (4月19日、ドグマ)
- 手コキでベロちゅ～ 2 (4月19日、イエロー)…オムニバス作品
- 少女絶叫監禁室 9 (4月25日、I.B.WORKS)
- 日本の女の子 (4月25日、モデスト)
- 禁断のエロス 近親相姦 義兄と妹 (5月8日、ヒビノ)
- 「生理前のムラムラ女子校生は校内で手コキするってホント？」 VOL.1 (5月8日、DANDY)
- ロリはめ 15 (5月9日、I.B.WORKS)…オムニバス作品
- 制服美少女と性交 (5月15日、ドリームチケット)
- 官能小説朗読オナニ～ 2 (5月19日、イエロー)…オムニバス作品
- 天然美少女田舎娘 (6月4日、チーム川崎) ※「しおり」名義
- A-GIRL (6月6日、TMA)
- ダブルドリーム (6月20日、レアル・ワークス)
- lovin' you (6月21日、h.m.p)
- コスプレイヤー (7月11日、TMA)
- 女子校生強制中出し 16 (7月12日、隼エージェンシー)…オムニバス作品
- 愛欲 義父に抱かれた娘 (7月17日、ヒビノ)
- ロリレイプ 3 (7月19日、ミスター・インパクト)…オムニバス作品
- 美脚クラブ180 （7月19日、ミスター・インパクト）…オムニバス作品
- 制服縞パンニーソックス (8月1日、TMA)…オムニバス作品
- 女子校生 中出し20連発 スペシャル (8月7日、アイエナジー)
- 全裸立ち電マ連続アクメ 4時間 (8月8日、TMA)…オムニバス作品
- こだわりの手コキ 4時間SP 9 30人のハンドメイド (8月9日、隼エージェンシー)…オムニバス作品
- 美脚中出し 7 (8月9日、隼エージェンシー)…オムニバス作品
- キモ男に犯される生徒会長 (8月13日、マルクス兄弟)
- 尻コキ尻もみ尻ズリ発射 (8月13日、マルクス兄弟)…オムニバス作品
- 露出 (8月19日、ミスター・インパクト)…共演:飯島くらら
- フェラマニア Vol.4 (8月19日、ミスター・インパクト)…オムニバス作品
- ローティーンの羞恥心 JKしおり 先着順でお犯し可 (8月22日、チェリーズ)
- 拘束×強制イラマ×口内射精 (9月13日、マルクス兄弟)…オムニバス作品
- 高級メイド手コキサロン (9月19日、TMA)…オムニバス作品
- 少女拘束ブルマバイブ観察 (9月26日、I.B.WORKS)
- 少女と、卑猥なオヤジの手 (10月5日、ワープエンタテインメント)…総集編
- コードエロス 淫虐のコスプレイヤー (10月10日、TMA)…オムニバス作品
- フェラコレ2008秋SP (10月11日、隼エージェンシー)…オムニバス作品
- あすかとありす (11月13日、無垢))　※「あすか」名義
- ミニスカニーソックスしか見たくない!4時間 3 (11月14日、TMA)…オムニバス作品
- Secret desire 11 いい女は即ピストン (11月18日、アテナ映像)…オムニバス作品
- こだわりの手コキ 4時間SP 10 30人のハンドメイド (12月13日、隼エージェンシー)…オムニバス作品
- 小日向しおり favorite collection (12月26日、I.B.WORKS)…総集編

2009年
- Kawaユス！未発育制服っ子。 (2月1日、ワンズファクトリー)
- ロリータ顔上手コキ (2月13日、I.B.WORKS)
- 愛しのバニーガール (5月16日、スターゲート)
- 中出しレイプ 美脚ギャル編 (6月15日、ハヤブサ)
- 制服ペディア ［第二刊］ (6月16日、スターゲート)
- ロリロリすくーる水着4時間DX (7月13日、マルクス兄弟)
- Jrアイドルプロダクション社長盗撮記録 (8月14日、I.B.WORKS)